# Acrorea

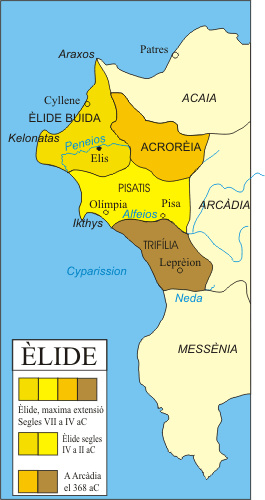
Situació del districte d'Acrorea a l'Èlida

Acrorea (grec antic: Ἀκρώρεια) era el districte muntanyós de la part nord de l'Èlida a la frontera amb Arcàdia, on neixen els rius Peneu i Ladó.
Aquesta part nord es dividia en dues parts: l'Èlide buida, és a dir la plana costanera; i el país muntanyós de l'interior o Acrorea. L'abundància de muntanyes va donar el nom al districte costaner que es veia buit (de muntanyes) per comparació. La plana era la part més fèrtil de tot el país i produïa un lli fi de molta qualitat entre molts altres productes.
Els seus habitants es deien acroreus (Ἀκρωρεῖοι), i tenia algunes ciutats, que sembla que eren Traïstos, Àlion, Opunt i Eupàgion. Diodor de Sicília diu que els espartans, comandats per Pausànies d'Esparta van marxar sobre Elis amb 4.000 homes l'any 402 aC, i van sotmetre les ciutats d'Opunt, Àlion, Eupàgion, Traïstos, i Làsion. Xenofont parla d'una incursió d'Arcàdia contra Elis que va conquerir diverses ciutats d'Acroreea cap al 365 aC. Esteve de Bizanci fa d'Acroreea una ciutat, i la situa a Trifília.